# Ivan Bernasconi
Ivan Bernasconi (* 1943 in Lamone; † 22. Oktober 2022 ebenda) war ein Schweizer Politiker (CVP), Gemeindepräsident von Lamone und Vizekommandant der Tessiner kantonalen Polizei.

## Leben
Bernasconi besuchte das Gymnasium in Lugano, als junger Politiker der Tessiner konservativen Partei, heute Christlichdemokratische Volkspartei (CVP), war er Gemeinderat und später auch Gemeindepräsident von Lamone. Im Militärdienst war er 1973 Obleutnant und später Major sowie Battalionskommandant. Im Juni 1984 war er für die Sicherheit während des Besuchs von Papst Johannes Paul II. in Lugano verantwortlich.
Sozial engagiert, gehörte er zu den Befürwortern des Altersheims in Bedano und förderte den Bau der Grundschulen und des Kindergartens in Lamone, dafür wurde er 2012 Mitglied der Konsortialdelegation der Grundschule Lamone-Cadempino. Mit den Pfarreien Lamone und Bedano gründete und leitete er die örtliche Pfadfinderbewegung. Er sprach sich für den Zusammenschluss der Gemeinden Lamone und Cadempino aus. Sein berufliches Engagement führte dazu, dass er ab 2002 Vizekommandant der Tessiner Kantonspolizei mit Sitz im Penitenziario della Stampa wurde. Er war an der Enthüllung der Fahne der Associazione ex agenti della polizia comunale di Lugano am 12. Mai 2002, dem Tag der Muttergottes der Gnade, auf dem Vorplatz der Kathedrale San Lorenzo in Lugano beteiligt. Der Bischof von Lugano, Monsignore Giuseppe Torti, segnete die Veranstaltung.
Die Karriere von Bernasconi endete mit der Ernennung zum Direktor der kantonalen Polizeischule in Giubiasco.